# Lista de condados de Washington
Essa é a lista dos 39 condados do estado americano de Washington.

## Lista
- Adams
- Asotin
- Benton
- Chelan
- Clallam
- Clark
- Columbia
- Cowlitz
- Douglas
- Ferry
- Franklin
- Garfield
- Grant
- Grays Harbor
- Island
- Jefferson
- King
- Kitsap
- Kittitas
- Klickitat
- Lewis
- Lincoln
- Mason
- Okanogan
- Pacific
- Pend Oreille
- Pierce
- San Juan
- Skagit
- Skamania
- Snohomish
- Spokane
- Stevens
- Thurston
- Wahkiakum
- Walla Walla
- Whatcom
- Whitman
- Yakima